# Miguel Herrera
Miguel Ernesto Herrera Aguirre (* 18. Februar 1968 in Cuautepec, Hidalgo), auch bekannt unter dem Spitznamen El Piojo (span. für Die Laus), ist ein mexikanischer Fußballtrainer und ehemaliger Spieler auf der Position des rechten Außenverteidigers. Seine besonderen Qualitäten waren seine physische Stärke und seine Offensivqualitäten. Als seine größte Schwäche galten seine Disziplinlosigkeiten, durch die ihm eine längere Karriere in der Nationalmannschaft verwehrt blieb.

## Leben

### Stationen als Spieler
Sein erstes Spiel in der mexikanischen Primera División bestritt „Piojo“ Herrera am 3. August 1986 für den damals noch in der Hauptstadt und heute im touristischen Badeort Cancún residierenden Club Atlante, zu dem er immer wieder zurückkehrte. Sein Debütspiel endete 1:1 gegen Ángeles de Puebla. Sein erstes Erstligator gelang ihm am 16. November 1986 beim 4:0-Sieg gegen die Tigres de la UANL, zu dem er das letzte Tor in der 80. Minute beigesteuert hatte. 
Zwar verließ Herrera den Club Atlante mehrfach, kehrte aber auch immer wieder zu den Potros zurück und bestritt für sie auch sein letztes Erstligaspiel am 15. November 2000 beim 3:1-Sieg gegen Chivas Guadalajara im Estadio Jalisco. 
Auch seinen größten sportlichen Erfolg feierte er mit den Atlantistas, mit denen er den Meistertitel der Saison 1992/93 gewann. 
Zwischen 1995 und 1999 stand er bei den Toros Neza unter Vertrag, mit denen er im Viertelfinale des Winterturniers 1996 auf seinen Exverein Atlante traf, der mit 4:0 und 5:2 regelrecht deklassiert wurde. Ein halbes Jahr später wirkte Herrera in den Finalspielen des Sommerturniers 1997 mit, die mit 1:1 und 1:6 jedoch deutlich gegen Guadalajara verloren wurden. 

### Nationalmannschaft
Am 4. April 1993 absolvierte er seinen ersten Einsatz für die mexikanische Nationalmannschaft in einem WM-Qualifikationsspiel gegen El Salvador, das 2:1 gewonnen wurde. Bei der im selben Jahr ausgetragenen Copa América 1993 bestritt er alle Gruppenspiele gegen Kolumbien (2:1), Argentinien (1:1) und Bolivien (0:0) in voller Länge und wurde im Halbfinale gegen Ecuador (2:0) in der 55. Spielminute für Benjamín Galindo eingewechselt. 
Seinen 14. und zugleich letzten Länderspieleinsatz absolvierte Herrera am 2. Februar 1994 in einem Testspiel gegen Russland, das 1:4 verloren wurde.

### Stationen als Trainer
Seine erste Station als Cheftrainer in der mexikanischen Primera División hatte Herrera in Diensten seines langjährigen Vereins Atlante, den er von der Sommersaison 2002 bis zur Clausura 2004 über die Dauer von 97 Erstligapartien betreute. Zwischen der Clausura 2003 und der Clausura 2004 erreichte er mit den Potros dreimal in Folge die Liguillas, wobei man zweimal im Viertelfinale und einmal im Halbfinale scheiterte. 
Von der Apertura 2004 bis zur Apertura 2007 betreute er den CF Monterrey über die Distanz von 127 Erstligaspielen. Dabei setzte er sich im Halbfinale seiner ersten Saison mit seiner neuen Mannschaft ausgerechnet gegen seinen langjährigen Verein Atlante durch, der mit 4:2 und 3:1 bezwungen wurde. Das anschließende Finale um die Apertura 2004 wurde gegen die UNAM Pumas (1:2 und 0:1) verloren. 
In der Apertura 2005 erreichte Herrera mit den Rayados noch einmal die Finalspiele und schaltete auf dem Weg dorthin deren Erzrivalen Tigres aus. Doch trotz eines 3:3 bei Deportivo Toluca wurde das Rückspiel vor eigenem Publikum mit 0:3 verloren, so dass Monterrey erneut auf der Ziellinie abgefangen wurde. 
Der bisherige Tiefpunkt seiner Trainerlaufbahn war der Abstieg mit dem CD Veracruz am Ende der Saison 2007/08. Obwohl die Tiburones Rojos unter seiner Regie aus 15 Spielen 18 Punkte holten, war der Abstieg aufgrund ihrer verheerenden Dreijahresbilanz nicht mehr zu verhindern. 
Anschließend betreute er die Tecos de la UAG und schied mit ihnen in beiden Turnieren der Saison 2008/09 jeweils im Viertelfinale gegen den späteren Meister aus. In der Apertura 2008 scheiterte er an Deportivo Toluca und in der Clausura 2009 an den UNAM Pumas.
Nach einer weiteren Station bei Atlante im Jahr 2011 betreute Herrera im Jahr 2012 die Mannschaft des Club América. 
Am 13. November 2013 wurde Herrera außerdem zum Teamchef der mexikanischen Nationalmannschaft ernannt und schaffte durch einen 9:3-Gesamtsieg gegen Neuseeland (5:1 und 4:2) schließlich doch noch die Qualifikation für die WM-Endrunde 2014 in Brasilien. Am 9. Mai 2014 ernannte er seinen 23-köpfigen Kader für die Fußball-Weltmeisterschaft 2014. Bei der Weltmeisterschaft in Brasilien sorgte Herrera mit seiner Mannschaft für Furore und scheiterte erst im Achtelfinale an der Mannschaft der Niederlande. Durch seine aufbrausende und enthusiastische Art erlangte er weltweit Berühmtheit und gewann so viel Sympathie. Nach dem Turnier gab der mexikanische Fußballverband bekannt, den Vertrag mit dem Publikumsliebling verlängern zu wollen. Am 4. Dezember gab der 46-Jährige dann die Verlängerung seines Vertrages bis zur Weltmeisterschaft 2018 in Russland bekannt. Im Sommer 2015 gewann er mit der mexikanischen Nationalmannschaft den CONCACAF Gold Cup 2015. Kurze Zeit später wurde er nach einer tätlichen Auseinandersetzung mit einem mexikanischen Fernsehreporter am Flughafen von Philadelphia entlassen.

## Erfolge

### Als Spieler
- Mexikanischer Meister: 1992/93

### Als Trainer
- CONCACAF Gold Cup: 2015
- Mexikanischer Meister: Clausura 2013, Apertura 2018